# Vincitori del Palio di Siena (XX secolo)
Di seguito l'elenco dei vincitori del Palio di Siena nel XX secolo.
| Anno                                                                                                | Contrada     | Fantino                                | Cavallo                     | Note |
| --------------------------------------------------------------------------------------------------- | ------------ | -------------------------------------- | --------------------------- | --- |
| 2 luglio 1901                                                                                       | Nicchio      | Domenico Fradiacono detto Scansino     | Nocciola                    | - |
| 16 agosto 1901                                                                                      | Selva        | Ernesto Felli detto Chiccone           | Sultana                     | - |
| 2 luglio 1902                                                                                       | Onda         | Francesco Menchinelli detto Pallino    | Ponona                      | - |
| 16 agosto 1902                                                                                      | Tartuca      | Domenico Fradiacono detto Scansino     | Baio di A. Gracci           | - |
| 28 settembre 1902                                                                                   | Valdimontone | Angelo Meloni detto Picino             | Sauro di R. Bellini         | Palio straordinario in occasione del 13º congresso della Società Dante Alighieri                                                                                     |
| 2 luglio 1903                                                                                       | Drago        | Alduino Emidi detto Zaraballe          | Colombina                   | - |
| 16 agosto 1903                                                                                      | Oca          | Angelo Montechiari detto Spanziano     | Lella                       | - |
| 17 aprile 1904                                                                                      | Leocorno     | Angelo Meloni detto Picino             | Primetta                    | Palio straordinario in occasione della mostra dell'Antica Arte Senese e in concomitanza con la visita del re Vittorio Emanuele III di Savoia                         |
| 3 luglio 1904                                                                                       | Pantera      | Alfonso Menichetti detto Nappa         | Ida                         | Rinviato al 3 per festività |
| 16 agosto 1904                                                                                      | Selva        | Angelo Montechiari detto Spanziano     | Farfalla                    | - |
| 2 luglio 1905                                                                                       | Istrice      | Benvenuto Fineschi detto Benvenuto     | Ida                         | - |
| 16 agosto 1905                                                                                      | Torre        | Guido Sampieri detto Fulmine           | Gobba                       | - |
| 2 luglio 1906                                                                                       | Oca          | Angelo Meloni detto Picino             | Baio di U. Betti            | - |
| 16 agosto 1906                                                                                      | Aquila       | Alfonso Menichetti detto Nappa         | Stornino                    | - |
| 2 luglio 1907                                                                                       | Giraffa      | Arturo Bocci detto Rancani             | Ida                         | - |
| 16 agosto 1907                                                                                      | Bruco        | Ermanno Menichetti detto Popo          | Gobba                       | - |
| 18 agosto 1907                                                                                      | Lupa         | -                                      | Gobba                       | Palio straordinario con cavalli scossi, organizzato dalla Società delle Feste                                                                                        |
| 3 luglio 1908                                                                                       | Oca          | Angelo Meloni detto Picino             | Stella                      | Rinviato al 3 per pioggia |
| 16 agosto 1908                                                                                      | Valdimontone | Alfonso Menichetti detto Nappa         | Stella                      | - |
| 4 luglio 1909                                                                                       | Lupa         | Domenico Fradiacono detto Scansino     | Baio di G. Sampieri         | Rinviato al 4 per festività |
| 16 agosto 1909                                                                                      | Drago        | Angelo Meloni detto Picino             | Calabresella                | - |
| 17 agosto 1909                                                                                      | Oca          | Alduino Emidi detto Zaraballe          | Farfalla                    | Palio straordinario "a sorpresa" in onore dei duchi di Pistoia e di Bergamo                                                                                          |
| 3 luglio 1910                                                                                       | Valdimontone | Angelo Meloni detto Picino             | Sauro di L. Franci          | Rinviato al 3 per festività |
| 16 agosto 1910                                                                                      | Tartuca      | Domenico Fradiacono detto Scansino     | Stella                      | - |
| 13 settembre 1910                                                                                   | Torre        | Domenico Leoni detto Moro              | Gobba                       | Palio straordinario in occasione della visita di una delegazione di giornalisti francesi a Siena                                                                     |
| 2 luglio 1911                                                                                       | Chiocciola   | Alfonso Menichetti detto Nappa         | Stella                      | - |
| 16 agosto 1911                                                                                      | Drago        | Aldo Mantovani detto Bubbolo           | Baio di G. Pianigiani       | - |
| 2 luglio 1912                                                                                       | Bruco        | Alfonso Menichetti detto Nappa         | Farfalla                    | - |
| 16 agosto 1912                                                                                      | Lupa         | Alfonso Menichetti detto Nappa         | Sauro di Benvenuto Fineschi | - |
| 2 luglio 1913                                                                                       | Istrice      | Angelo Meloni detto Picino             | Strega                      | - |
| 17 agosto 1913                                                                                      | Valdimontone | Arturo Bocci detto Rancani             | Storno                      | Rinviato al 17 per pioggia; in realtà in questo giorno si sarebbe dovuto disputare un Palio straordinario "a sorpresa" indetto dalla società dei commercianti senesi |
| 25 settembre 1913                                                                                   | Giraffa      | Giulio Cerpi detto Testina             | Sauro di A. Socini          | Palio straordinario in occasione del 7º congresso della Società Italiana per il Progresso delle Scienze                                                              |
| 2 luglio 1914                                                                                       | Istrice      | Arturo Bocci detto Rancani             | Grigio di M. Busisi         | - |
| 16 agosto 1914                                                                                      | Tartuca      | Aldo Mantovani detto Bubbolo           | Baio di M. Busisi           | - |
| I Palii dal 2 luglio 1915 al 16 agosto 1918 non vennero corsi a causa della prima guerra mondiale   |              |                                        |                             | |
| 2 luglio 1919                                                                                       | Leocorno     | Ottorino Luschi detto Cispa            | Giacca                      | - |
| 16 agosto 1919                                                                                      | Selva        | Domenico Leoni detto Moro              | Stellina                    | - |
| 17 agosto 1919                                                                                      | Oca          | Giulio Cerpi detto Testina             | Scodata                     | Palio straordinario "a sorpresa" in omaggio ai duchi di Pistoia e di Bergamo                                                                                         |
| 2 luglio 1920                                                                                       | Nicchio      | Arturo Bocci detto Rancani             | Scodata                     | - |
| 17 agosto 1920                                                                                      | Leocorno     | Arturo Bocci detto Rancani             | Esperta                     | Rinviato al 17 per pioggia |
| 2 luglio 1921                                                                                       | Drago        | Giulio Cerpi detto Testina             | Crognolo                    | - |
| 16 agosto 1921                                                                                      | Oca          | Angelo Meloni detto Picino             | Crognolo                    | - |
| 2 luglio 1922                                                                                       | Valdimontone | Ottorino Luschi detto Cispa            | Fanfara                     | - |
| 16 agosto 1922                                                                                      | Bruco        | Ottorino Luschi detto Cispa            | Fanfara                     | - |
| 2 luglio 1923                                                                                       | Lupa         | Angelo Serio detto Pirulino            | Baietta                     | - |
| 16 agosto 1923                                                                                      | Giraffa      | Edoardo Furi detto Randellone          | Lola                        | - |
| 2 luglio 1924                                                                                       | Nicchio      | Ottorino Luschi detto Cispa            | Fanfara                     | - |
| 16 agosto 1924                                                                                      | Chiocciola   | Angelo Meloni detto Picino             | Giacca (scosso)             | - |
| 2 luglio 1925                                                                                       | Valdimontone | Angelo Meloni detto Picino             | Lola                        | - |
| 16 agosto 1925                                                                                      | Chiocciola   | Ottorino Luschi detto Cispa            | Fiorello                    | - |
| 2 luglio 1926                                                                                       | Pantera      | Aldo Mantovani detto Bubbolo           | Giacca                      | - |
| 16 agosto 1926                                                                                      | Chiocciola   | Ottorino Luschi detto Cispa            | Margiacchina                | - |
| 2 luglio 1927                                                                                       | Valdimontone | Angelo Meloni detto Picino             | Tonta                       | - |
| 16 agosto 1927                                                                                      | Nicchio      | Umberto Baldini detto Bovino           | Giacca                      | - |
| 2 luglio 1928                                                                                       | Oca          | Angelo Meloni detto Picino             | Lina                        | - |
| 16 agosto 1928                                                                                      | Nicchio      | Enrico Viti detto Canapino             | Margiacchina                | - |
| 14 settembre 1928                                                                                   | Onda         | Romolo Maggi detto Sgonfio             | Giacca                      | Palio straordinario in occasione del Festival Internazionale della Musica                                                                                            |
| 2 luglio 1929                                                                                       | Leocorno     | Ferruccio Funghi detto Porcino         | Giacca                      | - |
| 16 agosto 1929                                                                                      | Giraffa      | Garibaldo Fattori detto Garibaldi      | Orfanella (scosso)          | - |
| 3 luglio 1930                                                                                       | Onda         | Angelo Meloni detto Picino             | Lina                        | Rinviato al 3 per pioggia |
| 16 agosto 1930                                                                                      | Tartuca      | Fernando Leoni detto Ganascia          | Carnera                     | Palio dedicato al 2º centenario del miracolo delle Sacre Particole di Siena                                                                                          |
| 2 luglio 1931                                                                                       | Aquila       | Vieri Luschi detto Cittino             | Lina                        | - |
| 16 agosto 1931                                                                                      | Oca          | Aldo Mantovani detto Bubbolo           | Tordina                     | - |
| 3 luglio 1932                                                                                       | Onda         | Fernando Leoni detto Ganascia          | Gobba                       | Rinviato al 3 per pioggia |
| 16 agosto 1932                                                                                      | Nicchio      | Tripoli Torrini detto Tripolino        | Ruello                      | - |
| 2 luglio 1933                                                                                       | Tartuca      | Fernando Leoni detto Ganascia          | Folco                       | Palio dedicato al Giubileo della Redenzione Cappotto della Tartuca                                                                                                   |
| 16 agosto 1933                                                                                      | Tartuca      | Fernando Leoni detto Ganascia          | Folco                       | - |
| 2 luglio 1934                                                                                       | Civetta      | Corrado Meloni detto Meloncino         | Ruello                      | - |
| 16 agosto 1934                                                                                      | Oca          | Corrado Meloni detto Meloncino         | Wally                       | - |
| 2 luglio 1935                                                                                       | Lupa         | Tripoli Torrini detto Tripolino        | Ruello                      | - |
| 16 agosto 1935                                                                                      | Istrice      | Pietro De Angelis detto Pietrino       | Ruello                      | - |
| 2 luglio 1936                                                                                       | Giraffa      | Umberto Baldini detto Bovino           | Ruello                      | Palio dedicato alla conquista dell'Impero |
| 16 agosto 1936                                                                                      | Drago        | Tripoli Torrini detto Tripolino        | Aquilino                    | - |
| 2 luglio 1937                                                                                       | Lupa         | Tripoli Torrini detto Tripolino        | Folco                       | - |
| 16 agosto 1937                                                                                      | Civetta      | Fortunato Castiello detto Napoletano   | Folco                       | - |
| 2 luglio 1938                                                                                       | Drago        | Tripoli Torrini detto Tripolino        | Folco                       | - |
| 16 agosto 1938                                                                                      | Chiocciola   | Tripoli Torrini detto Tripolino        | Sansano                     | Palio dedicato al 5º centenario della morte di Jacopo della Quercia                                                                                                  |
| 2 luglio 1939                                                                                       | Aquila       | Pietro De Angelis detto Pietrino       | Folco                       | Palio dedicato alla conquista dell'Albania |
| 16 agosto 1939                                                                                      | Torre        | Fernando Leoni detto Ganascia          | Giacchino                   | Palio dedicato a santa Caterina da Siena, patrona d'Italia |
| I Palii dal 2 luglio 1940 al 16 agosto 1944 non vennero corsi a causa della seconda guerra mondiale |              |                                        |                             | |
| 2 luglio 1945                                                                                       | Lupa         | Lorenzo Provvedi detto Renzino         | Mughetto                    | - |
| 16 agosto 1945                                                                                      | Civetta      | Primo Arzilli detto Il Biondo          | Folco                       | - |
| 20 agosto 1945                                                                                      | Drago        | Gioacchino Calabrò detto Rubacuori     | Folco                       | Palio straordinario per festeggiare la fine della seconda guerra mondiale ("Palio della Pace"), rimandato al 20 per pioggia                                          |
| 2 luglio 1946                                                                                       | Valdimontone | Fernando Leoni detto Ganascia          | Piero                       | - |
| 16 agosto 1946                                                                                      | Giraffa      | Giuseppe Gentili detto Ciancone        | Piero                       | Palio della Repubblica |
| 18 maggio 1947                                                                                      | Civetta      | Primo Arzilli detto Il Biondo          | Brillante                   | Palio straordinario in occasione del 6º centenario della nascita di santa Caterina da Siena                                                                          |
| 2 luglio 1947                                                                                       | Nicchio      | Giuseppe Gentili detto Ciancone        | Salomè                      | - |
| 16 agosto 1947                                                                                      | Torre        | Fernando Leoni detto Ganascia          | Piero                       | - |
| 2 luglio 1948                                                                                       | Oca          | Primo Arzilli detto Il Biondo          | Salomè (scosso)             | Palio dedicato al 1º centenario della prima guerra d'indipendenza italiana                                                                                           |
| 16 agosto 1948                                                                                      | Lupa         | Albano Nucciotti detto Ranco           | Noce                        | - |
| 2 luglio 1949                                                                                       | Chiocciola   | Eletto Alessandri detto Bazza          | Lirio                       | - |
| 16 agosto 1949                                                                                      | Civetta      | Primo Arzilli detto Il Biondo          | Popa                        | - |
| 28 maggio 1950                                                                                      | Valdimontone | Fernando Leoni detto Ganascia          | Gaia (scosso)               | Palio straordinario in occasione del 5º centenario della canonizzazione di san Bernardino da Siena                                                                   |
| 2 luglio 1950                                                                                       | Onda         | Giuseppe Gentili detto Ciancone        | Gioia                       | - |
| 16 agosto 1950                                                                                      | Leocorno     | Remo Antonetti detto Rompighiaccio     | Niduzza                     | - |
| 2 luglio 1951                                                                                       | Pantera      | Giuseppe Gentili detto Ciancone        | Archetta                    | - |
| 16 agosto 1951                                                                                      | Tartuca      | Giuseppe Gentili detto Ciancone        | Bagnorea                    | - |
| 2 luglio 1952                                                                                       | Lupa         | Ivan Magnani detto Il Terribile        | Niduzza                     | Palio dedicato al 4º centenario della caccia delle Truppe Imperiali                                                                                                  |
| 16 agosto 1952                                                                                      | Oca          | Remo Antonetti detto Rompighiaccio     | Niduzza                     | Palio dedicato a Bartolomeo Carosi |
| 2 luglio 1953                                                                                       | Tartuca      | Albano Nucciotti detto Ranco           | Tarantella                  | - |
| 16 agosto 1953                                                                                      | Selva        | Primo Arzilli detto Il Biondo          | Mitzi (scosso)              | - |
| 2 luglio 1954                                                                                       | Onda         | Giorgio Terni detto Vittorino          | Gaudenzia                   | Palio dedicato al 10º anniversario della Liberazione di Siena |
| 16 agosto 1954                                                                                      | Giraffa      | Marino Lupi detto Veleno               | Gaudenzia (scosso)          | Palio dedicato al 5º centenario della nascita di Agnolo Ambrogini |
| 5 settembre 1954                                                                                    | Leocorno     | Giorgio Terni detto Vittorino          | Gaudenzia                   | Palio straordinario in occasione dell'Anno Mariano |
| 2 luglio 1955                                                                                       | Bruco        | Giuseppe Gentili detto Ciancone        | Sturla                      | Palio dedicato al 5º centenario della Guerra di Siena |
| 16 agosto 1955                                                                                      | Selva        | Romano Corsini detto Romanino          | Archetta                    | Palio dedicato al 5º centenario della nascita del Pinturicchio |
| 2 luglio 1956                                                                                       | Aquila       | Francesco Cuttone detto Mezz'etto      | Archetta                    | - |
| 16 agosto 1956                                                                                      | Istrice      | Francesco Cuttone detto Mezz'etto      | Gaudenzia                   | Palio dedicato al 25º anniversario della fondazione dell'Accademia Musicale Chigiana                                                                                 |
| 2 luglio 1957                                                                                       | Chiocciola   | Giorgio Terni detto Vittorino          | Tanaquilla                  | - |
| 16 agosto 1957                                                                                      | Nicchio      | Giorgio Terni detto Vittorino          | Belfiore                    | - |
| 2 luglio 1958                                                                                       | Valdimontone | Donato Tamburelli detto Rondone        | Belfiore                    | Palio dedicato al 5º centenario dell'elezione di papa Pio II |
| 16 agosto 1958                                                                                      | Istrice      | Umberto Castiglionesi detto Biba       | Uberta de Mores (scosso)    | - |
| 2 luglio 1959                                                                                       | Aquila       | Rosario Pecoraro detto Tristezza       | Salomè                      | Palio dedicato all'8º centenario dell'elezione di papa Alessandro III                                                                                                |
| 16 agosto 1959                                                                                      | Oca          | Giuseppe Gentili detto Ciancone        | Tanaquilla                  | Palio dedicato al 4º centenario della fine della Repubblica di Siena                                                                                                 |
| 2 luglio 1960                                                                                       | Selva        | Rosario Pecoraro detto Tristezza       | Tanaquilla                  | Palio dedicato al 1º centenario dell'indipendenza italiana |
| 16 agosto 1960                                                                                      | Nicchio      | Giorgio Terni detto Vittorino          | Uberta de Mores             | - |
| 4 settembre 1960                                                                                    | Civetta      | Giuseppe Gentili detto Ciancone        | Uberta de Mores             | Palio straordinario in occasione del 7º centenario della battaglia di Montaperti                                                                                     |
| 5 giugno 1961                                                                                       | Nicchio      | Giorgio Terni detto Vittorino          | Uberta de Mores             | Palio straordinario in occasione del 1º centenario dell'Unità d'Italia                                                                                               |
| 2 luglio 1961                                                                                       | Istrice      | Rosario Pecoraro detto Tristezza       | Uberta de Mores             | - |
| 16 agosto 1961                                                                                      | Torre        | Giorgio Terni detto Vittorino          | Salomè                      | - |
| 2 luglio 1962                                                                                       | Selva        | Francesco Cuttone detto Mezz'etto      | Elena                       | Palio dedicato al 5º centenario della canonizzazione di santa Caterina da Siena                                                                                      |
| 16 agosto 1962                                                                                      | Drago        | Antonio Trinetti detto Canapetta       | Beatrice                    | - |
| 2 luglio 1963                                                                                       | Pantera      | Leonardo Viti detto Canapino           | Topolone                    | - |
| 16 agosto 1963                                                                                      | Drago        | Donato Tamburelli detto Rondone        | Zaffira                     | - |
| 2 luglio 1964                                                                                       | Drago        | Giuseppe Vivenzio detto Peppinello     | Arianna                     | Palio dedicato al 20º anniversario della Liberazione di Siena |
| 16 agosto 1964                                                                                      | Chiocciola   | Giuseppe Vivenzio detto Peppinello     | Danubio (scosso)            | Palio dedicato al 4º centenario della morte di Michelangelo Buonarroti                                                                                               |
| 2 luglio 1965                                                                                       | Aquila       | Andrea Degortes detto Aceto            | Topolone                    | Palio dedicato al 5º centenario della morte di papa Pio II |
| 16 agosto 1965                                                                                      | Selva        | Eletto Alessandri detto Bazza          | Arianna                     | Palio dedicato al 7º centenario della nascita di Dante Alighieri |
| 2 luglio 1966                                                                                       | Drago        | Eletto Alessandri detto Bazza          | Topolona                    | Palio dedicato al 20º anniversario della Repubblica Italiana |
| 17 agosto 1966                                                                                      | Chiocciola   | Antonio Trinetti detto Canapetta       | Beatrice                    | Palio dedicato al conte Guido Chigi-Saracini Rinviato al 17 per invasione di pista e oscurità                                                                        |
| 2 luglio 1967                                                                                       | Tartuca      | Leonardo Viti detto Canapino           | Topolone                    | Palio dedicato all'anno internazionale del turismo |
| 16 agosto 1967                                                                                      | Selva        | Eletto Alessandri detto Bazza          | Selvaggia                   | Palio dedicato al 3º centenario della morte di papa Alessandro VII                                                                                                   |
| 24 settembre 1967                                                                                   | Giraffa      | Rosario Pecoraro detto Tristezza       | Topolone                    | Palio straordinario in occasione del 59º congresso della Società Italiana per il Progresso delle Scienze                                                             |
| 2 luglio 1968                                                                                       | Chiocciola   | Antonio Trinetti detto Canapetta       | Selvaggia                   | Palio dedicato al 4º centenario della morte di Giovanni Colombini |
| 16 agosto 1968                                                                                      | Oca          | Andrea Degortes detto Aceto            | Livietta                    | Palio dedicato al 50º anniversario della battaglia di Vittorio Veneto                                                                                                |
| 2 luglio 1969                                                                                       | Onda         | Giuseppe Gentili detto Ciancone        | Sambrina                    | Palio dedicato al 25º anniversario della Liberazione di Siena |
| 16 agosto 1969                                                                                      | Nicchio      | Donato Tamburelli detto Rondone        | Topolone                    | Palio dedicato al 7º centenario della morte di Provenzano Salvani |
| 21 settembre 1969                                                                                   | Oca          | Andrea Degortes detto Aceto            | Topolone                    | Palio straordinario per festeggiare lo sbarco dell'uomo sulla Luna                                                                                                   |
| 2 luglio 1970                                                                                       | Giraffa      | Eletto Alessandri detto Bazza          | Topolone                    | Palio dedicato al 50º anniversario della morte di Federigo Tozzi |
| 16 agosto 1970                                                                                      | Selva        | Antonio Giorgi detto Baino             | Ira                         | Palio dedicato al 1º centenario di Roma Capitale |
| 2 luglio 1971                                                                                       | Pantera      | Leonardo Viti detto Canapino           | Mirabella                   | Palio dedicato alla nomina di Santa Caterina a Dottore della Chiesa                                                                                                  |
| 16 agosto 1971                                                                                      | Giraffa      | Eletto Alessandri detto Bazza          | Orbello                     | - |
| 2 luglio 1972                                                                                       | Tartuca      | Andrea Degortes detto Aceto            | Mirabella                   | Palio dedicato al 7º centenario della nascita del beato Bernardo Tolomei                                                                                             |
| 16 agosto 1972                                                                                      | Onda         | Antonio Zedde detto Valente            | Orbello                     | - |
| 17 settembre 1972                                                                                   | Istrice      | Andrea Degortes detto Aceto            | Mirabella                   | Palio straordinario per il 5º centenario di fondazione della Banca Monte dei Paschi di Siena                                                                         |
| 2 luglio 1973                                                                                       | Lupa         | Rosario Pecoraro detto Tristezza       | Panezio                     | Palio dedicato al 9º centenario dell'elezione di papa Gregorio VII                                                                                                   |
| 16 agosto 1973                                                                                      | Aquila       | Adolfo Manzi detto Ercolino            | Panezio (scosso)            | - |
| 2 luglio 1974                                                                                       | Valdimontone | Massimo Alessandri detto Bazzino       | Pancho                      | Palio dedicato al 30º anniversario della Liberazione di Siena |
| 16 agosto 1974                                                                                      | Selva        | Andrea Degortes detto Aceto            | Panezio                     | Palio dedicato al 6º anniversario della nascita di Jacopo della Quercia                                                                                              |
| 2 luglio 1975                                                                                       | Istrice      | Silvano Bietolini detto Ragno          | Rimini                      | - |
| 17 agosto 1975                                                                                      | Chiocciola   | Andrea Degortes detto Aceto            | Panezio                     | Palio dedicato alla celebrazione del giubileo del 1975 Rinviato al 17 per pioggia                                                                                    |
| 2 luglio 1976                                                                                       | Chiocciola   | Antonio Zedde detto Valente            | Quebel (scosso)             | Palio dedicato alla lega tra Siena e Massa Marittima |
| 18 agosto 1976                                                                                      | Civetta      | Andrea Degortes detto Aceto            | Panezio                     | Rinviato al 18 per pioggia |
| 2 luglio 1977                                                                                       | Valdimontone | Michele Bucci detto Randa              | Quebel (scosso)             | Palio dedicato al 3º centenario della nascita di Sallustio Bandini                                                                                                   |
| 16 agosto 1977                                                                                      | Oca          | Andrea Degortes detto Aceto            | Rimini                      | Palio dedicato all'ambasceria di santa Caterina a papa Gregorio XI ad Avignone                                                                                       |
| 3 luglio 1978                                                                                       | Selva        | Silvano Vigni detto Bastiano           | Urbino de Ozieri            | Rinviato al 3 per pioggia |
| 16 agosto 1978                                                                                      | Pantera      | Salvatore Ladu detto Cianchino         | Urbino de Ozieri            | - |
| 4 luglio 1979                                                                                       | Civetta      | Francesco Congiu detto Tremoto         | Quebel                      | Palio dedicato a Cecco Angiolieri Rinviato al 4 per pioggia |
| 16 agosto 1979                                                                                      | Aquila       | Andrea Degortes detto Aceto            | Urbino de Ozieri            | - |
| 2 luglio 1980                                                                                       | Onda         | Mauro Matteucci detto Marasma          | Miura                       | Palio dedicato al 6º centenario della nascita di san Bernardino da Siena                                                                                             |
| 17 agosto 1980                                                                                      | Leocorno     | Andrea Degortes detto Aceto            | Uana                        | Rinviato al 17 per pioggia |
| 7 settembre 1980                                                                                    | Selva        | Silvano Vigni detto Bastiano           | Panezio                     | Palio straordinario per il 6º centenario della morte di santa Caterina da Siena                                                                                      |
| 2 luglio 1981                                                                                       | Aquila       | Silvano Vigni detto Bastiano           | Rimini                      | Palio dedicato al 7º centenario della morte di papa Alessandro III                                                                                                   |
| 16 agosto 1981                                                                                      | Nicchio      | Adolfo Manzi detto Ercolino            | Balente                     | - |
| 2 luglio 1982                                                                                       | Valdimontone | Giuseppe Pes detto Il Pesse            | Cuana                       | Palio dedicato al 1º centenario del monumento a Garibaldi |
| 16 agosto 1982                                                                                      | Chiocciola   | Massimo Alessandri detto Bazzino       | Panezio                     | - |
| 3 luglio 1983                                                                                       | Leocorno     | Silvano Vigni detto Bastiano           | Benito III (scosso)         | Palio dedicato a Domenico Beccafumi Rinviato al 3 per invasione di pista e oscurità                                                                                  |
| 16 agosto 1983                                                                                      | Giraffa      | Giovanni Antonio Casula detto Moretto  | Panezio                     | - |
| 2 luglio 1984                                                                                       | Oca          | Andrea Degortes detto Aceto            | Baiardo                     | - |
| 16 agosto 1984                                                                                      | Nicchio      | Salvatore Ladu detto Cianchino         | Orion                       | - |
| 2 luglio 1985                                                                                       | Oca          | Andrea Degortes detto Aceto            | Brandano                    | Palio dedicato all'anno europeo della musica e al 20º anniversario della morte del conte Guido Chigi-Saracini                                                        |
| 16 agosto 1985                                                                                      | Onda         | Salvatore Ladu detto Cianchino         | Benito III                  | - |
| 2 luglio 1986                                                                                       | Drago        | Roberto Falchi detto Falchino          | Ogiva                       | Palio dedicato al 7º centenario della morte del beato Ambrogio Sansedoni                                                                                             |
| 16 agosto 1986                                                                                      | Giraffa      | Mario Cottone detto Truciolo           | Fenosu                      | - |
| 13 settembre 1986                                                                                   | Valdimontone | Giuseppe Pes detto Il Pesse            | Brandano                    | Palio straordinario per il 2º centenario dall'abolizione della Balìa e della Biccherna                                                                               |
| 2 luglio 1987                                                                                       | Selva        | Guido Tomassucci detto Bonito da Silva | Vipera                      | - |
| 16 agosto 1987                                                                                      | Pantera      | Salvatore Ladu detto Cianchino         | Benito III                  | - |
| 2 luglio 1988                                                                                       | Nicchio      | Massimo Coghe detto Massimino          | Benito III                  | Palio dedicato all'accordo per la riduzione dell'arsenale missilistico                                                                                               |
| 16 agosto 1988                                                                                      | Aquila       | Maurizio Farnetani detto Bucefalo      | Figaro                      | - |
| 2 luglio 1989                                                                                       | Lupa         | Dario Colagè detto Il Bufera           | Vipera (scosso)             | Palio dedicato alla beata Savina Petrilli |
| 16 agosto 1989                                                                                      | Drago        | Giovanni Antonio Casula detto Moretto  | Benito III (scosso)         | Palio dedicato al 2º centenario della dichiarazione universale dei diritti umani                                                                                     |
| 2 luglio 1990                                                                                       | Giraffa      | Silvano Vigni detto Bastiano           | Galleggiante                | - |
| 16 agosto 1990                                                                                      | Valdimontone | Salvatore Ladu detto Cianchino         | Pytheos                     | - |
| 3 luglio 1991                                                                                       | Tartuca      | Salvatore Ladu detto Cianchino         | Uberto                      | Palio dedicato al 750º anniversario dell'Università di Siena Rinviato al 3 per oscurità                                                                              |
| 16 agosto 1991                                                                                      | Pantera      | Giuseppe Pes detto Il Pesse            | Pytheos                     | - |
| 3 luglio 1992                                                                                       | Aquila       | Andrea Degortes detto Aceto            | Galleggiante                | Rinviato al 3 per pioggia |
| 16 agosto 1992                                                                                      | Drago        | Giuseppe Pes detto Il Pesse            | Pytheos                     | - |
| 2 luglio 1993                                                                                       | Leocorno     | Giuseppe Pes detto Il Pesse            | Barabba                     | - |
| 16 agosto 1993                                                                                      | Drago        | Andrea Chelli detto Mistero            | Vittorio (scosso)           | - |
| 2 luglio 1994                                                                                       | Pantera      | Massimo Coghe detto Massimino          | Uberto                      | Palio dedicato al 50º anniversario della Liberazione di Siena |
| 16 agosto 1994                                                                                      | Tartuca      | Dario Colagè detto Il Bufera           | Delfort Song                | Palio dedicato al congresso eucaristico internazionale |
| 2 luglio 1995                                                                                       | Onda         | Salvatore Ladu detto Cianchino         | Oriolu                      | Palio dedicato 4º centenario della costruzione della basilica di Provenzano                                                                                          |
| 16 agosto 1995                                                                                      | Leocorno     | Giuseppe Pes detto Il Pesse            | Bella Speranza              | - |
| 2 luglio 1996                                                                                       | Oca          | Luigi Bruschelli detto Trecciolino     | Quarnero                    | - |
| 16 agosto 1996                                                                                      | Bruco        | Salvatore Ladu detto Cianchino         | Rosa Rosae (Bella Speranza) | La Torre diviene nonna |
| 3 luglio 1997                                                                                       | Giraffa      | Giuseppe Pes detto Il Pesse            | Lobi's Andrea               | Rinviato al 3 per pioggia |
| 16 agosto 1997                                                                                      | Giraffa      | Giuseppe Pes detto Il Pesse            | Quarnero                    | Palio dedicato al 50º anniversario del comitato Amici del Palio Cappotto della Giraffa                                                                               |
| 2 luglio 1998                                                                                       | Oca          | Luigi Bruschelli detto Trecciolino     | Vittorio                    | - |
| 16 agosto 1998                                                                                      | Nicchio      | Dario Colagè detto Il Bufera           | Re Artù                     | Palio dedicato al 150º anniversario dei caduti universitari nella battaglia di Curtatone e Montanara                                                                 |
| 2 luglio 1999                                                                                       | Oca          | Luigi Bruschelli detto Trecciolino     | Giove                       | - |
| 16 agosto 1999                                                                                      | Chiocciola   | Massimo Coghe detto Massimino          | Votta Votta                 | - |
| 2 luglio 2000                                                                                       | Istrice      | Luigi Bruschelli detto Trecciolino     | Gangelies                   | - |
| 16 agosto 2000                                                                                      | Leocorno     | Luca Minisini detto Dè                 | Venus VIII                  | Palio dedicato a santa Caterina, compatrona d'Europa |
| 9 settembre 2000                                                                                    | Selva        | Giuseppe Pes detto Il Pesse            | Urban II                    | Palio straordinario per festeggiare il nuovo millennio |